# (164589) La Sagra
(164589) La Sagra est un astéroïde de la ceinture principale.

## Description
(164589) La Sagra est un astéroïde de la ceinture principale. Il fut découvert le 11 août 2007 à La Sagra par l'Observatoire astronomique de Majorque. Il présente une orbite caractérisée par un demi-grand axe de 2,44 UA, une excentricité de 0,22 et une inclinaison de 1,3° par rapport à l'écliptique.

## Compléments